# آزمایشی برای پژواک
«آزمایشی برای پژواک» آلبومی از راش است که در سال ۱۹۹۶ میلادی منتشر شد.